# 立賢路 (臺北市)
立賢路（通用漢語：LiXian Rd.，威妥瑪拼音：lihsien Rd.），都市計畫中亦為北投13號道路，為臺灣臺北市石牌和社子地區的雙向六至八線道的主要道路，也是北投區、新北市和天母地區通往社子島最北端的聯通管道。道路起於台二乙線的承德路七段前半段，可匯入尊賢街243巷；迄於通往社子島福安里、富洲里等浮洲地區的延平北路七段106巷（基隆河堤防道路）且分兩方向匝道分別往中洲和臨江園、溪洲底一帶，並以路段上之社子大橋連接士林區和北投區。

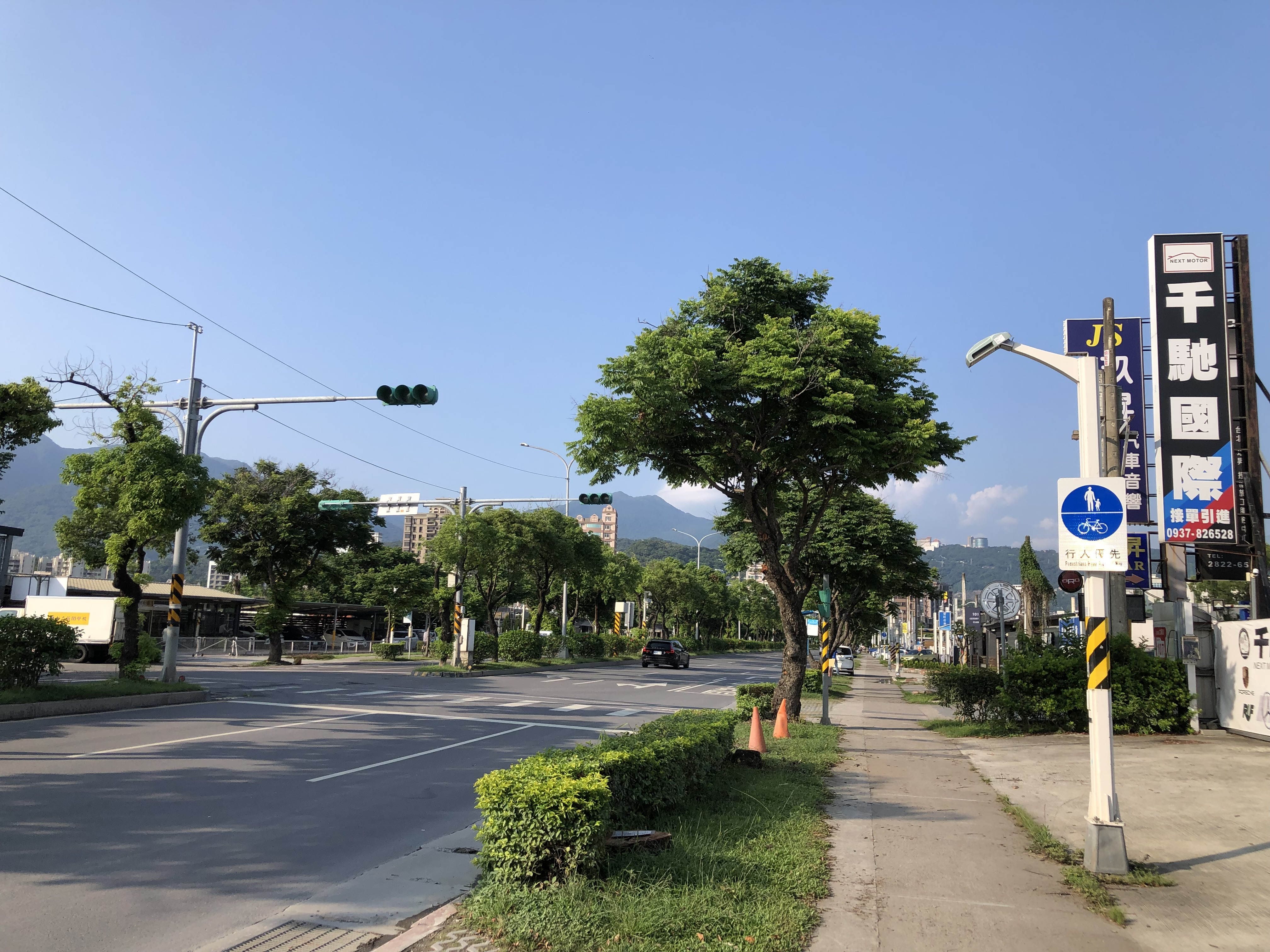
立賢路街景

## 概況

### 歷史
於1976年的台北市街道圖中，現今立賢路仍為未開發地，無道路及房屋存在。然而在隔年（1977年）中的台北市街道圖，雖然尚未開發，但已經有規劃道路從承德路七段（當時稱百齡五路）建民新村旁聯通至頂浮州子（今浮洲地區）的富安里（今士林區福安里），並聯通分支至延平北路六段、延平北路九段以及規劃增加二座橋樑：
1. 下八仙（今八仙里承德路七段401巷，貴水二溪口）之延伸道路，並沿著承德路七段401巷620弄一路至仙渡路（今大度路一、二段口）
2. 中國海專（今台北海洋科技大學士林校區）經關渡自然保留區至現今關渡路（當時未有）。

於1995年的台北市街道圖可見道路已經由承德路分支出至現今北投焚化爐（當時不存在）景觀台附近，但尚未完成橋樑及洲美街中段（現今271號-285號附近），且道路未有正式名稱。

### 交通概況

#### 鄰近道路
- 洲美街
- 五分產業道路

#### 捷運路線計畫
台北捷運社子輕軌(南北)大龍線的五分港站至頂八仙站將會經過本段路線。其中五分港站在計畫中將會在現今立賢路一帶。

### 用地
此道路兩側因為多為河川地和新開發地帶，故有河道用地、堤防用地、自來水事業用地、快速道路用地、綠地用地、農業區和行水區之區分。

### 段籍
地段於社子大橋前屬於八仙段二小段，過基隆河後屬於富安段一小段。

### 橫跨範圍
全段位於立賢里內，沿途經過磺港溪、五分港溪和基隆河。

## 沿途地標、設施
（順門牌編號由東至西）
- 大台北聯合花市
- 石牌高爾夫練習場（地址為承德路七段）
- 承德汽車商圈
- 承德資源回收磅重站
- 台北市環境保護局北投區清潔隊石牌分隊（實際地址為承德路七段393巷）
- 日光水岸廣場

## 承德汽車商圈違章建築問題
立賢路沿線是多屬於農業區，是為關渡平原五分港一帶既有的農地。但是因為同時位處承德汽車商圈北端，故會有民眾搭蓋違建經營二手汽車買賣。臺北市政府表示此種方式不但容易造成公共安全問題，排放廢污水也會影響當地農業環境。台北市建管處也依照「台北市違章建築處理規則」規定，預定將此路段為民國104年（2015年）9月後新增的違建拆除。但是執行強制拆除作業因民眾權益問題而引發抗議。台北市都市發展局局長黃景茂也說明，針對當地2015年後的新增違建應優先拆除；而該年前的舊有違建則擬推短期活化輔導方案，並適用至2022年（民國111年）。
台北市市長柯文哲對立賢路之違章建築也表示為其「第一任期很大的污點」，並持續推動拆除違章建築，且督導都發局不應消極面對此案件。

## 交通

### 公車
| 編號 | 路線起迄            | 本路段公車站牌           | 經營業者 |
| ---- | ------------------- | ------------------------ | -------- |
| 550  | 關渡宮-洲美運動公園 | 立賢路口、北投垃圾焚化廠 | 大南汽車 |
| 682  | 八里-社子           | 立賢路口、北投垃圾焚化廠 | 淡水客運 |

### 腳踏車
- 社子大橋北側自行車引道
- 社子大橋南側自行車引道
- 基隆河左岸自行車道
- 基隆河右岸自行車道
- 社子島舊堤

（南往大佳河濱公園，北往關渡自然公園）

## 資料來源
1. ↑  中央研究院 地理資訊科學研究專題中心 段籍圖[NLSC] 開放資料
2. ↑  黃怡菁、郭俊麟. . 公視電視臺. 2019-09-02  [2020-01-28]. （原始内容存档于2021-06-27） （中文（臺灣））.
3. ↑  楊心慧. . 自由時報. 2019-09-08  [2020-01-28]. （原始内容存档于2021-06-27） （中文（臺灣））.
4. ↑  中央社. . 聯合新聞網. 2019-09-07  [2020-01-28]. （原始内容存档于2021-06-24） （中文（臺灣））.
5. ↑  . 台北市政府. 2019-08-15  [2020-01-28]. （原始内容存档于2021-06-30）.
6. ↑  陳思豪. . 蘋果日報. 2019-10-04  [2020-01-28]. （原始内容存档于2021-06-27） （中文（臺灣））.
7. ↑  林湘慈. . MyGoNews. 2019-08-26  [2020-01-28]. （原始内容存档于2021-06-29） （中文（臺灣））.
8. ↑  中央社. . 聯合新聞網. 2019-09-02  [2020-01-28]. （原始内容存档于2021-06-24） （中文（臺灣））.
9. ↑  中央社. . TVBS. 2019-08-27  [2020-01-28]. （原始内容存档于2021-06-28） （中文（臺灣））.
10. ↑  張銘坤. . 中央通訊社. 2019-08-16  [2020-01-28]. （原始内容存档于2021-06-27） （中文（臺灣））.
11. ↑  李彥穎. . 好房網News. 2019-10-04  [2020-01-28]. （原始内容存档于2021-06-28） （中文（臺灣））.
12. ↑  邱瓊玉、翁浩然. . 聯合新聞網. 2019-08-19  [2020-01-28]. （原始内容存档于2021-06-24） （中文（臺灣））.
13. ↑  中央社. . TVBS. 2019-10-04  [2020-01-28]. （原始内容存档于2021-06-29） （中文（臺灣））.